# Chris Stein
Christopher „Chris“ Stein (* 5. ledna 1950 Brooklyn) je americký punk rockový kytarista, nejvíce známý jako spoluzakladatel skupiny Blondie, se kterou byl v roce 2006 uveden do Rock and Roll Hall of Fame.
V roce 2015 se podílel na albu Like a Puppet Show herce Johna Malkoviche.